# Lanterne des morts d'Estrées
La lanterne des morts d'Estrées est un monument funéraire, situé sur la commune de Saint-Genou, dans le département français de l'Indre

## Localisation
Le monument est situé au lieu dit Estrées, sur le territoire de l'actuelle commune de Saint-Genou, dans le département de l'Indre, en région Centre-Val de Loire, en France. Initialement localisée dans le cimetière accolé à l'ancienne église paroissiale, elle se trouve aujourd'hui en bordure de champs.

## Historique
La lanterne des morts d'Estrées date du XIIe siècle,. Elle a été restaurée vers la fin du XIXe siècle ou au début XXe siècle.
Le monument est classé au titre des monuments historiques par la liste de 1862.

## Description
D'une hauteur de 8,30 mètres à 9 mètres, la lanterne repose sur une base octogonale conique, d'une hauteur de 3,40 mètres et d'un diamètre de 1,15 mètre,. Les murs ont une épaisseur d'environ 27 centimètres. Sur cette base, repose une colonne creuse dont l'accès se fait par une porte au niveau de la base. Cette architecture permettait d'allumer, au sommet de la colonne, une lanterne, une partie de la colonne percée d'ouvertures sur plusieurs cotés qui laissaient passer la lumière. Une pièce conique surmonte la lanterne.